# Wolfram-Inertgas-Schweißen

WIG-Schweißen

Das Wolfram-Inertgas-Schweißen (WIG-Schweißen, englisch Tungsten inert gas welding [TIG] oder Gas tungsten arc welding [GTAW]; EN ISO 4063: Prozess 141) ist ein Schweißverfahren aus der Gruppe des Schutzgasschweißens, das zum Lichtbogenschweißen zählt, das wiederum zum Schmelzschweißen zählt. Beim WIG-Schweißen brennt ein elektrischer Lichtbogen zwischen dem Werkstück und einer Elektrode aus Wolfram. Im Gegensatz zu anderen Lichtbogenverfahren schmilzt die beim WIG-Schweißen verwendete Elektrode aufgrund des hohen Schmelzpunktes von Wolfram nicht ab. Der Zusatzwerkstoff wird in Form von Drähten oder Stäben in den Lichtbogen gehalten und so geschmolzen. Außerdem schmilzt der Lichtbogen wie bei allen Lichtbogen-Schweißverfahren den Grundwerkstoff. Damit die Schmelze nicht mit dem Sauerstoff der Umgebungsluft reagiert, werden Inertgase als Schutzgase verwendet. Als Schutzgas werden Edelgase verwendet, wobei Argon aufgrund des größeren Vorkommens in der Atmosphäre und damit geringen Preis üblich ist. Es kann aber auch das deutlich teurere Helium eingesetzt werden. Mit dem WIG-Schweißen sind besonders hohe Nahtqualitäten zu erreichen, es ist aber etwas langsamer als das verwandte Metall-Inertgas-Schweißen (mit abschmelzender Drahtelektrode).
Beim WIG-Schweißen kann sowohl mit als auch ohne Zusatzwerkstoff gearbeitet werden. Zum manuellen Schweißen werden wie beim Gasschmelzschweißen meist stabförmige Zusätze verwendet. Verwechselungen mit den Gasschweißstäben müssen allerdings unbedingt vermieden werden, da die chemischen Zusammensetzungen voneinander abweichen.

## Verfahrensprinzip und Anwendungen
Das WIG-Schweißen zeichnet sich gegenüber anderen Schmelzschweißverfahren durch eine Reihe von Vorteilen aus. In Verbindung mit dem WIG-Pulsschweißen und WIG-Wechselstromschweißen lässt sich jeder schmelzschweißgeeignete Werkstoff fügen. Beim WIG-Schweißen entstehen praktisch keine Schweißspritzer; die gesundheitliche Belastung durch Schweißrauch ist verhältnismäßig gering. Ein besonderer Vorteil des WIG-Schweißens ist, dass der Schweißende die Zufuhrgeschwindigkeit des Schweißzusatzes unmittelbar und unabhängig vom Strom steuern kann. Dies macht das Verfahren besonders geeignet zum Schweißen von Wurzellagen und zum Schweißen in Zwangslagen. Durch den verhältnismäßig geringen und kleinräumigen Wärmeeintrag ist der Schweißverzug der Werkstücke geringer als bei anderen Verfahren. Wegen der hohen Schweißnahtgüten wird das WIG-Verfahren bevorzugt dort eingesetzt, wo Qualität und Optik wichtiger sind als Schweißgeschwindigkeiten. Dies sind beispielsweise Anwendungen im Rohrleitungs- und Apparatebau, im Kraftwerksbau, der chemischen Industrie oder im Fahrradrahmenbau.
Allerdings ist das manuelle Schweißen anspruchsvoller als bei den MIG- und MAG-Verfahren, weil der Schweißende die Bewegung beider Hände zugleich koordinieren muss. Es ist deshalb auch nicht möglich, mit einer Hand den Brenner und mit der anderen das Werkstück zu halten.

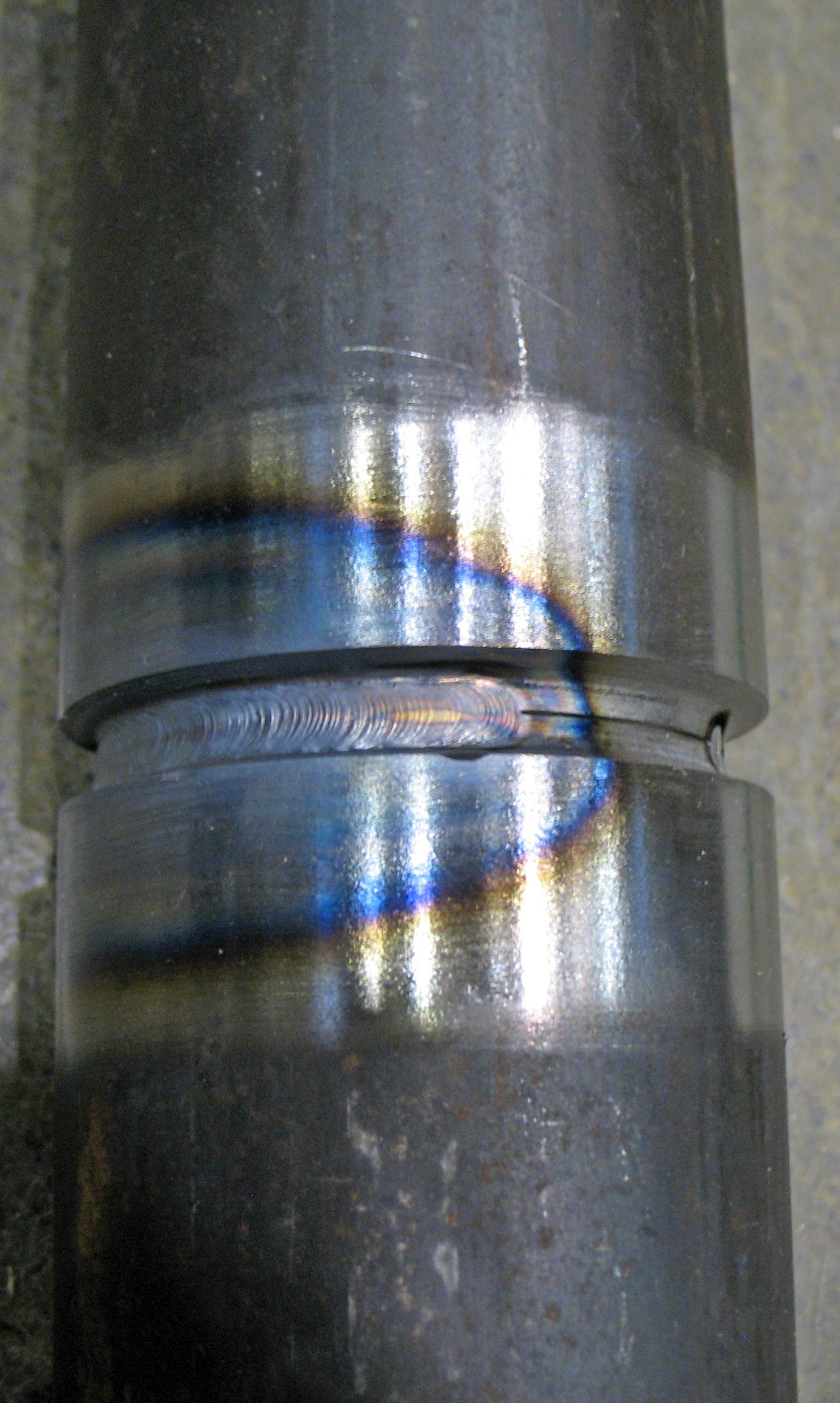
Rohrwurzellage im WIG-Schweißverfahren

Die WIG-Schweißanlage besteht aus einer Stromquelle und einem Schweißbrenner, der mit der Stromquelle durch ein Schlauchpaket verbunden ist. Im Schlauchpaket befinden sich die Schweißstromleitung, die Schutzgaszuführung, die Steuerleitung und bei größeren Brennern der Zu- und Rücklauf des Kühlwassers.

## Unterteilung des Schweißverfahrens
Die EN ISO 4063:2011-03, „Schweißen und verwandte Prozesse – Liste der Prozesse und Ordnungsnummern“, unterscheidet zwischen 6 Untergruppen für das WIG-Schweißen.
- Hauptgruppe
  - 14:Wolfram-Schutzgas-schweißen
- Untergruppen
  - 141:Wolfram-Inertgasschweißen mit Massivdraht- oder Massivstabzusatz; WIG-Schweißen
  - 142:Wolfram-Inertgasschweißen ohne Schweißzusatz
  - 143:Wolfram-Inertgasschweißen mit Fülldraht- oder Füllstabzusatz
  - 145:Wolfram-Schutzgas-schweißen mit reduzierenden Gasanteilen im ansonsten inerten Schutzgas und Massivdraht- oder Massivstabzusatz
  - 146:Wolfram-Schutzgas-schweißen mit reduzierenden Gasanteilen im ansonsten inerten Schutzgas und Fülldraht- oder Füllstabzusatz
  - 147:Wolfram-Schutzgas-schweißen mit aktiven Gasanteilen im ansonsten inerten Schutzgas

## Zündung des Lichtbogens
Es gibt zwei Arten, den Lichtbogen zu zünden, die Kontakt- und die Hochfrequenzzündung.
- Bei der historischen Kontaktzündung (Streich- oder Anreißzündung) wird ähnlich dem Elektrodenschweißen die Wolframelektrode kurz – gleich einem Streichholz – am Werkstück angestrichen und somit ein Kurzschluss erzeugt. Nach dem Abheben der Elektrode vom Werkstück brennt der Lichtbogen zwischen Wolframelektrode und Werkstück. Ein großer Nachteil dieses Verfahrens ist, dass bei jedem Zünden etwas Material von der Wolframelektrode hängenbleibt, das wegen der höheren Schmelztemperaturen des Wolframs als Fremdkörper im Schmelzbad zurückbleibt. Deshalb wurde häufig eine separate Kupferplatte, auf dem Werkstück liegend, zum Zünden verwendet.
- Die Hochfrequenzzündung hat die Streichzündung praktisch vollständig ersetzt. Bei der Hochfrequenzzündung wird mit Hilfe eines Hochspannungsimpulsgenerators, der eine hohe Spannung auf die Wolframelektrode gibt, das Gas zwischen Elektrode und Werkstück ionisiert, wodurch der Lichtbogen gezündet wird. Durch den hohen Innenwiderstand des Hochspannungsimpulsgenerators können keine gefährlichen Stromstärken erzeugt werden.
- Eine Variante der Kontaktzündung ist die Lift-Arc-Zündung. Die Elektrode wird direkt an der Schweißstelle auf dem Werkstück aufgesetzt. Es fließt ein geringer Strom, der nicht ausreicht, die Elektrode zu beschädigen. Beim Abheben des Brenners zündet der Plasmalichtbogen und die Elektronik der Schweißmaschine erhöht den Strom auf Schweißstromstärke. Vorteil dieser Methode ist das Vermeiden elektromagnetischer Störungen, die bei der Hochfrequenzzündung auftreten können.

## Verwendete Schutzgase
Aus Kostengründen wird zum Schweißen meist das Edelgas Argon 4.6 eingesetzt (für Tantal und Titan wird die Qualität 4.8 empfohlen), seltener Helium oder ein Gemisch aus beiden Gasen. Dabei wird das verhältnismäßig teure Helium aufgrund seiner besseren Wärmeleitfähigkeit verwendet, um die Wärmeeinbringung zu erhöhen. Bei austenitischen nichtrostenden Stählen können geringe Mengen an Wasserstoff im Schutzgas die Viskosität der Schmelze herabsetzen und die Schweißgeschwindigkeit steigern (es handelt sich dabei nicht mehr um ein inertes, sondern um reduzierendes Gas, siehe geplante Änderung der EN ISO 4063).
Das Schutzgas wird aus der Flasche über den Schlauch in das Steuergerät und anschließend zum Schweißbrenner auf das Schmelzbad geführt. Da der Fülldruck bis zu 300 bar betragen kann, muss der Druck durch einen Druckminderer auf den richtigen Arbeitsdruck reduziert werden. Als Faustregel gilt: Gasdüseninnendurchmesser = 1,5 × Schmelzbadbreite. Die Schutzgasdurchflussmenge ist unter anderem von Nahtform, Werkstoff, Schweißposition, Schutzgas und Düsendurchmesser abhängig; Informationen dazu lassen sich den Datenblättern der Hersteller entnehmen. Das Heften von Stumpfnähten kann problematisch sein, wenn ein Spalt vorhanden ist und so wurzelseitig Sauerstoff Zutritt hat.

## Spannungsquellen und Polung

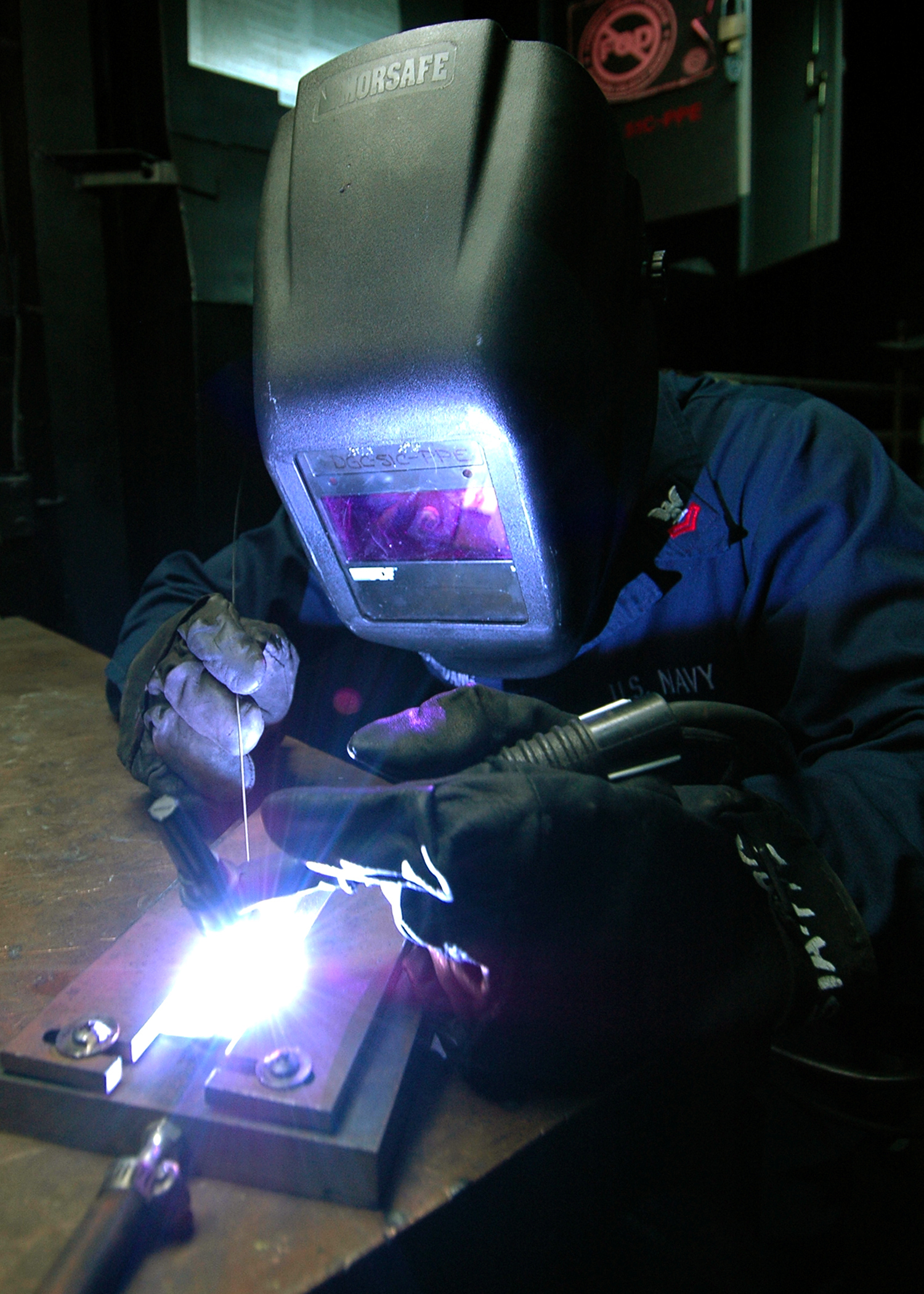
WIG-Schweißen mit Zusatzdraht

Bei der WIG-Schweißung unterscheidet man Gleich- und Wechselstromschweißen. Das Gleichstromschweißen mit negativ gepolter Elektrode wird zum Schweißen von Stählen aller Art, NE-Metallen und deren Legierungen eingesetzt. Demgegenüber wird das Wechselstromschweißen vorwiegend zum Schweißen der Leichtmetalle Aluminium und Magnesium eingesetzt. In Sonderfällen werden Leichtmetalle auch mit Gleichstrom und mit einer positiven Elektrode geschweißt. Dabei werden Spezialschweißbrenner mit einer sehr dicken Wolframelektrode und Helium als Schutzgas verwendet. Nötig ist die Pluspolung der Wolframelektrode bei Leichtmetallen, da diese zumeist eine harte Oxidschicht mit sehr hohem Schmelzpunkt (wie bei Aluminiumoxid, Magnesiumoxid) auf ihrer Oberfläche bilden. Diese Oxidschicht wird bei einer Minuspolung des Werkstücks aufgebrochen, da vom Werkstück nun die negativen Sauerstoffionen abgeführt werden.
Eine Weiterentwicklung des WIG-Schweißens ist das Schweißen mit pulsierendem Strom. Beim WIG-Impulsschweißen pulsiert der Schweißstrom zwischen einem Grund- und Impulsstrom mit variablen Frequenzen, Grund- und Impulsstromhöhen und -breiten. Die Pulsfrequenz, die Impulsbreite und die Impulshöhe sind getrennt voneinander einstellbar. Das WIG-Pulsen mit variablem Stromverlauf kann nur mit einer besonderen Schweißanlage (Schweißinverter) durchgeführt werden. Die fein dosierbare Wärmeeinbringung beim WIG-Impulsschweißen ermöglicht eine gute Spaltüberbrückung, eine gute Wurzelschweißung und ein gutes Schweißen in Zwangslagen. Schweißnahtfehler am Nahtanfang und Nahtende, wie beim Rohrschweißen, werden vermieden.
Beim Impulsschweißen von Leichtmetallen kann man erreichen, dass nur die Oberfläche anschmilzt und somit bei dünnen Blechen < 1,0 mm das Durchschmelzen verhindern. Bei Kehlnähten wird die Ecke besser erfasst als beim Standardschweißen mit konstantem Strom. Es lassen sich Bleche mit einer Dicke von 0,6 mm noch stumpf zusammenfügen, da die Stabilität des Lichtbogens sowie die konzentrierte Wärmeeinbringung ein kleines definiertes Schmelzbad erlauben.

## Elektrodenwerkstoffe
Die DGUV Information 209-049 (Umgang mit thoriumoxidhaltigen Wolframelektroden beim Wolfram-Inertgasschweißen (WIG); früher BGI 746) enthält Hinweise zum sicheren Umgang mit thoriumoxidhaltigen Wolframelektroden für das Wolfram-Inertgasschweißen und beschreibt die notwendigen Schutzmaßnahmen, die ergriffen werden müssen, um mögliche Gefährdungen durch Umgang mit diesen Elektroden auszuschließen oder auf ein vertretbares Maß zu minimieren. Nötig ist dies wegen einer geringen Radioaktivität des Thoriums und der gesundheitsschädigenden Stäube des Schwermetalls. Aufgrund der Verfügbarkeit von mit Lanthan oder seltenen Erden legierten Wolframelektroden kann heute auf den Einsatz von thoriumlegierten Wolframelektroden verzichtet werden.

## Arbeitsschutz
Auswertungen von Arbeitsplatzmessungen haben ergeben, dass das WIG-Schweißen ein raucharmes Schweißverfahren ist. Alle Schweißrauch-Messergebnisse liegen unter dem Grenzwert für A-Staub von 3 mg/m³. Auch bei Ozon liegen alle Werte unter dem Arbeitsplatzgrenzwert (AGW). Für Chrom(VI)-Verbindungen und Nickeloxid liegen die Werte aller Messdatenkollektive (verschiedene Messarten und -punkte) weit unter den früheren TRK-Werten.
Die BG/BGIA-Empfehlungen geben praxisgerechte Hinweise zur Durchführung der Gefährdungsbeurteilung und nennen Schutzmaßnahmen für WIG-Schweißarbeiten. Bei Anwendung dieser Schutzmaßnahmen können die Arbeitsplatzgrenzwerte eingehalten werden.